# Contea di Quwo
La contea di Quwo (曲沃县S, Qǔwò XiànP) è una contea della Cina, situata nella provincia dello Shanxi e amministrata dalla prefettura di Linfen.